# 月空
月空（？—？）是中國明代少林寺武僧、抗倭人物，垣然法師弟子，在嘉靖年間領導僧兵抗擊倭寇。
1553年，由於都督萬表向少林寺發出檄文，月空法師便率僧兵赴江浙一帶抗倭。曾與天員領導的四十八名蘇州僧兵共同參與翁家港之戰等戰役。嘉靖三十三年（1554年），一隊倭寇進犯杭州，月空法師率三十名僧兵連夜趕至現場，大破倭寇。
月空武藝高強，《雲間雜誌》記載了當時的戰鬥情況：「一賊舞雙刀而來，月空坐不動，將至，身忽躍起從賊頂過，以鐵棍擊碎賊首」。
在松江的一次戰鬥當中，月空等三十名僧兵「持鐵棒擊殺倭甚眾」，但因寡不敵眾，最終全數戰死。